# Деражня (притока Беседі)
Деражня — річка в Білорусі у Климовицькому й Костюковицькому районах Могильовської області. Права притока річки Беседь (басейн Дніпра).

## Опис
Довжина річки 54 км, похил річки 0,8 м/км , площа басейну водозбіру 312 км² , середньорічний стік 1,6 м³/с . Формується притоками та безіменними струмками.

## Розташування
Бере початок за 1 км на північній околиці села Деражня. Тече переважно на південний схід і на східній околиці села Біла Дубрава впадає у річку Беседь, ліву притоку річки Сожу.